# فرودگاه توماز جی اریس
فرودگاه توماز جی اریس  (به انگلیسی: Tomás de Heres Airport) یک فرودگاه همگانی با کد یاتا CBL است که یک باند فرود آسفالت دارد و طول باند آن ۱۷۸۵ متر است. این فرودگاه در کشور ونزوئلا قرار دارد و در ارتفاع ۶۰ متری از سطح دریا واقع شده است.

## شرکت‌های هواپیمایی و مقصدهای پروازی
| شرکت‌های هواپیمایی | مقصدهای پروازی                   |
| ----------------- | -------------------------------- |
| روتاکا ایرلاینز   | سیمون بولیوار، خوزه تادئو مناگاس |